# 2e cérémonie des Filmfare Awards

La deuxième cérémonie des Filmfare Awards s'est déroulée en 1955 à Bombay en Inde.

## Le palmarès
| Catégorie                             | Lauréat |
| ------------------------------------- | --- |
| Meilleur film                         | Boot Polish - réalisé par Prakash Arora - produit par Raj Kapoor - avec Naaz, Ratan Kumar et David Abraham |
| Meilleur réalisateur                  | Bimal Roy (Parineeta)                                                                                      |
| Meilleur acteur                       | Bharat Bhushan (Shri Chaitanya Mahaprabhu)                                                                 |
| Meilleure actrice                     | Meena Kumari (Parineeta)                                                                                   |
| Meilleur acteur dans un second rôle   | David (Boot Polish)                                                                                        |
| Meilleure actrice dans un second rôle | Usha Kiran (Baadbaan)                                                                                      |
| Meilleur compositeur                  | S. D. Burman (Taxi Driver)                                                                                 |
| Meilleure histoire                    | Pt. Mukhram Sharma (Aulad)                                                                                 |
| Meilleure photographie (noir & blanc) | Tara Dutt (Boot Polish)                                                                                    |